# Бойматова, Энаджон
Энаджо́н Бойма́това (Инаджон Байматова) (тадж. Энаҷон Бойматова; 1923—2011) — председатель колхоза «Москва» в Канибадамском районе Таджикской ССР, Герой Социалистического Труда (1960).

## Биография
Энаджон Бойматова родилась в 1923 году в Кокандском уезде Ферганской области.
Член ВКП(б) с 1945 года.
В 1935—1942 годах работала колхозником, в 1943—1956 годах бригадиром, а с 1957 года — председателем колхоза «Москва» Канибадамского района Таджикской ССР. На этой должности она проработала до 1988 года. Председателем хозяйства в 1988—2002 годах был Набижон Иномов, заслуженный работник Республики Таджикистан.
Депутат Верховного Совета Таджикской ССР 4-9-го созывов.
Позже колхоз «Москва» был назван именем Э. Бойматовой, в дальнейшем он был преобразован в АО «Э. Бойматова».
В июне 2007 года это передовое хозяйство Таджикистана посетил президент Республики Эмомали Рахмон.
Скончалась 14 января 2011 года в Канибадаме на 87-м году жизни. Была последним Героем Социалистического Труда в Таджикистане.

## Награды
- Указом Президиума Верховного Совета СССР от 7 марта 1960 года в ознаменование 50-летия Международного женского дня, за выдающиеся достижения в труде и особо плодотворную общественную деятельность Инаджон Байматовой присвоено звание Героя Социалистического Труда с вручением ордена Ленина и золотой медали «Серп и Молот»[6].
- Награждена пятью орденами Ленина, орденами Октябрьской Революции, Трудового Красного Знамени, Дружбы народов, пятью медалями «За трудовое отличие» (а также пятью медалями ВДНХ СССР).